# Stanislava
Stanislava je ženské křestní jméno. Podle českého kalendáře má svátek 9. června.
Význam jména je stejný jako u jeho mužského protějšku (Stanislav) – „upevni slávu“, „staň se slavnou“.
V martyrologiu svatých není toto jméno zastoupeno, přesto je jeho obliba velká. Nejenom v Česku by bylo možné najít mnoho Stáň a Stániček, jsou i v Polsku, Bulharsku, na Slovensku a na Balkáně. Je to jméno všeslovanské.

## Statistické údaje
Následující tabulka uvádí četnost jména v ČR a pořadí mezi ženskými jmény ve srovnání dvou roků, pro které jsou dostupné údaje MV ČR – lze z ní tedy vysledovat trend v užívání tohoto jména:
| Rok       | Četnost    | Pořadí   |
| 1999      | 21 889     | 63.      |
| 2002      | 21 585     | 65.      |
| Porovnání | o 304 méně | o 2 hůře |

Změna procentního zastoupení tohoto jména mezi žijícími ženami v ČR (tj. procentní změna se započítáním celkového úbytku žen v ČR za sledované tři roky) je −0,6 %.

## Známé nositelky jména
- Stanislava Součková – operní pěvkyně
- Stanislava Jachnická – česká herečka